# Sauerländer Textilindustrie
Die Sauerländer Textilindustrie entstand im 19. Jahrhundert unter anderem als Reaktion auf den Verlust von Verdienstmöglichkeiten durch die Krise des Montangewerbes im Zuge des Aufstiegs des Ruhrgebiets. 

## Krise der vorindustriellen Textilproduktion im Sauerland
Bereits seit der frühen Neuzeit gab es, gefördert auch von den Landesherren (etwa durch die Industrieschulen), im Herzogtum Westfalen Ansätze zu einer marktförmigen Textilproduktion. In der Stadt Neheim bestanden noch zu Beginn des 19. Jahrhunderts zahlreiche heimgewerbliche Wollwebereien, die aber durch die industrielle Massenproduktion rasch vom Markt verdrängt wurden. Bis 1849 war die gewerbliche Textilproduktion in weiten Teilen der Region als Haupterwerb bereits verschwunden. Aber auch die nebenberufliche heimgewerbliche Textilherstellung ging immer mehr zurück. Im Kreis Brilon etwa wurden in den 1850er Jahren noch fast 400 nebenberufliche Weber gezählt, einige Jahre später war ihre Zahl bereits auf 94 zurückgegangen. 
Es gab vor allem im Kreis Meschede durchaus Versuche, anstelle des alten Gewerbes eine moderne Textilindustrie zu etablieren. Im Jahr 1832 entstand bei Wehrstapel eine erste Tuchfabrik. In den folgenden Jahren kamen weitere Fabriken zur Produktion von Leinenstoffen und Zulieferunternehmen wie Spinnereien hinzu. Allerdings verlor dieser Ansatz bereits in der zweiten Hälfte des 19. Jahrhunderts an Dynamik, die meisten Betriebe stellten in den folgenden Jahrzehnten ihren Betrieb ein.

## Entstehung der Schmallenberger Textilindustrie

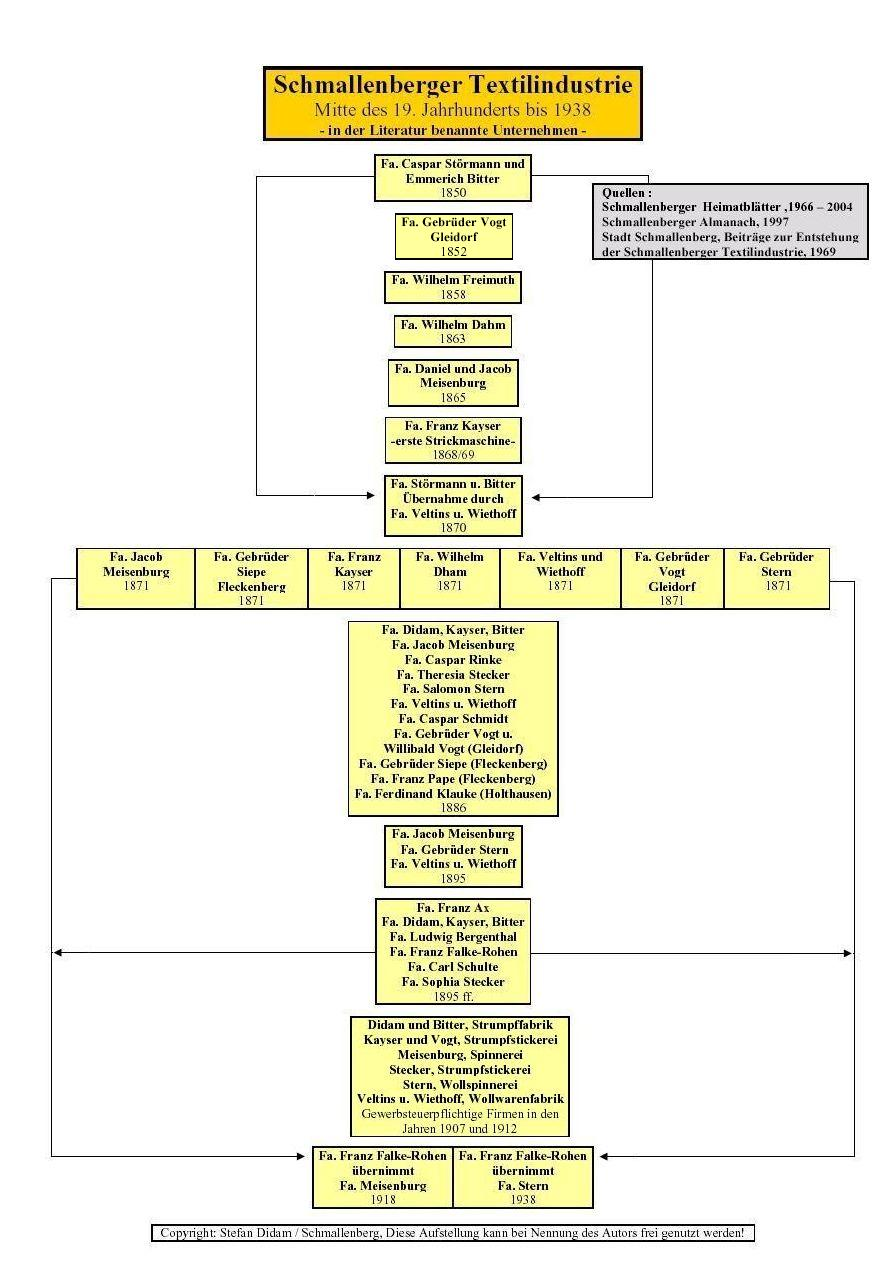
Schmallenberger Textilindustrie ab 1850

In Schmallenberg hatte es im Mittelalter (Schmallenberger Wullenweber besaßen bereits 1416 eine Walkmühle) und zu Beginn der frühen Neuzeit beachtliche Ansätze einer Leinwandproduktion gegeben. Die Produkte wurden unter der Bezeichnung "Schmallenberger Wand" überlokal abgesetzt. Für die Bedeutung des Gewerbes spricht auch, dass der Rat und die Kaufleute 1560 eine "Kauf- und Wandhausordnung" erließen und die Zunft offenbar so wohlhabend war, dass sie sich kurz zuvor direkt am Markt ein "Kauf- und Wandhaus" errichten konnten. Im Jahr 1626 wurden die Statuten der "Gilde vom Heiligen Geist" festgelegt, in der Tuchmacher und Schneider organisiert waren. Das Schmallenberger Einwohnerverzeichnis von 1648 lässt einen Rückschluss auf das Ausmaß des damaligen Textilgewerbes zu. Zu jeder Zeit waren 22 Wollweber in Schmallenberg tätig, was 32 % der selbständigen Handwerkerschaft (ausgenommen das Nahrungsmittelgewerbe) ausmachte. Vermutlich im Zusammenhang mit dem Dreißigjährigen Krieg scheint die Bedeutung des Textilgewerbes nachgelassen zu haben. Nur auf einer recht bescheidenen Basis konnte es sich im 18. Jahrhundert erholen. In der Zeit um 1800 gab es neben dem Metallgewerbe ein Ledergewerbe und einige gewerbliche Leinenweber. Im Jahr 1827 gab es insgesamt sieben Leinenweber in Schmallenberg. Diese Zahl stieg bis zum Jahre 1841 auf dreiundzwanzig an. Nur das führende Metallgewerbe war in jeder Zeit größer als die gewerblichen Weber. Die Leinenweber mussten in den folgenden Jahrzehnten der Konkurrenz von maschinell hergestellten Stoffen weichen. 1861 gab es nach dem kurzen Aufschwung keine gewerblichen Leinenweber mehr in Schmallenberg. 
Nach dem Niedergang des vorindustriellen Montangewerbes schien die Herstellung von Textilien ein Ausweg und ein Schutz vor Erwerbslosigkeit zu sein. Seit den 1830er- und 1840er-Jahren verbreitete sich in der Region die Wolljackenweberei. Ihr Vertrieb erfolgte durch die Wanderhändler des oberen Sauerlandes. Etwa zur Mitte des 19. Jahrhunderts wurden zusätzlich auf derselben Basis auch Strümpfe gewerblich hergestellt. In einem zumindest teilweise fabrikindustriellen Rahmen begann die Firma Störmann & Bitter seit den 1850er-Jahren Strümpfe und Jacken zu produzieren. Angeschlossen war eine Spinnerei. In den folgenden Jahren kamen weitere Unternehmen wie Gebrüder Vogt (1952) aus dem benachbarten Gleidorf, Wilhelm Freimuth (1858), Wilhelm Dahm (1865) und Meisenburg (1865) hinzu. Die erste Strumpfstrickmaschine (System Lamp) in Schmallenberg erwarb um die Jahre 1868/69 das Unternehmen Franz Kayser. Im April 1870 übernahmen August Veltins und Joseph Wiethoff die Firma Störmann & Bitter, in der sie zuvor selbst tätig waren.
Im Amt Schmallenberg produzierten 1871 die Unternehmen Veltins und Wiethoff, Gebrüder Stern, Franz Kayser, Wilhelm Dahm, Jacob Meisenburg, Gebrüder Vogt und die Gebrüder Siepe in Fleckenberg. Der Aufstieg der Schmallenberger Textilindustrie stand in Beziehung zu dem Deutsch-Französischen Krieg 1870/71. Schmallenberger Soldaten berichteten, dass im Feld Kaysersche Socken und Störmannsche Jacken getragen wurden. In der Zeit bis 1886 entstanden noch weitere Betriebe: Salomon Stern, Caspar Rinke, Sophie Stecker, Franz Pape in Fleckenberg, Ferdinand Klauke in Holthausen und Didam, Kayser und Bitter mit einer Zweigfabrik in Fredeburg. 1890 produzierten alleine die vier Schmallenberger Betriebe Veltins und Wiethoff, Salmon Stern, Jacob Meisenburg und Didam, Kayser und Bitter Textilien für 710.000 Mark. Sie beschäftigten zusammen 323 Arbeiter. Fünf Jahre später (1895) hatten sich noch weitere Firmen wie Franz Ax, Carl Schulte und Ludwig Bergenthal gegründet. Eine der erfolgreichsten Firmen war das 1895 gegründete Unternehmen Falke-Rohen (später: Falke). Falke-Rohen übernahm 1918 die Firma Meisenburg und 1938 die Firma Stern.
Auch im benachbarten Bad Fredeburg kam es zur Gründung von Strickereiunternehmen. Ausgehend vom Raum Schmallenberg entstand in verschiedenen Orten des oberen Sauerlandes bis in den Kreis Olpe eine ganze Reihe wollverarbeitender Betriebe, meist zur Herstellung von Strümpfen. Einige von ihnen waren selbständig, andere waren Filialen größerer Unternehmen. Ein Kennzeichen der Textilindustrie um Meschede und Schmallenberg war, dass sie den Übergang zur Fabrikindustrie nur teilweise vollzogen. In der Regel entstand in diesen Branchen ein gemischtes Produktionssystem. Die Fabrikanten verfügten einerseits über zentralisierte Fabrikbetriebe, daneben wurde ein Teil der Produktionskapazität in den Bereich der „hausindustriellen Außenarbeit“ verlagert. Ein weiteres Merkmal war, dass beide Branchen stark von weiblichen Arbeitskräften geprägt waren. 
Ein Grund für diese Struktur waren die Produktionsmethoden. In den ersten Jahrzehnten erfolgte die Herstellung maschinell in der Fabrik oder weniger effektiv ganz traditionell mit Stricknadeln. Die Einführung einer Handstrickmaschine in den 1870er Jahren steigerte auch die Produktion der Heimarbeiterinnen. Diese Doppelstruktur hielt sich bis weit ins 20. Jahrhundert hinein. Allerdings wurde bereits gegen Ende des 19. Jahrhunderts zunächst auf Basis von Dampfmaschinen und nach der Jahrhundertwende angetrieben von Elektromotoren der zentralisierte Produktionsbereich wichtiger. Damit nahm auch die Zahl der männlichen Arbeitskräfte, etwa als Techniker, etwas zu.

## Wirtschaftliche Lage im 19. und frühen 20. Jahrhundert
Im Jahr 1853 verdiente ein Meister in der Schmallenberger Textilfabrik Störmann & Bitter durchschnittlich 1 Taler pro Tag. Ein Gehilfe verdiente 12 ½ Groschen und ein Tagelöhner 7 ½ Groschen. In der damaligen Zeit war ein halber Taler verglichen mit dem überregionalen Raum ein guter Verdienst. Auch mit dem „guten Verdienst“ von rund 150 Talern im Jahr konnte man als Arbeitnehmer gerade die Familie ernähren. 
Durch die Handstrickmaschine und durch große Heeresaufträge erlebte die Branche in den frühen 1870er Jahren einen Aufschwung. Auch die Nähe zum Ruhrgebiet als naher Absatzmarkt erwies sich während des Kaiserreichs als förderlich. Seit den 1890er Jahren erfolgte mit der Einführung der Dampfkraft und dem Einsatz neuer Maschinen ein neuer Investitions- und Wachstumsschub. Trotz der positiven Entwicklung in den letzten Jahrzehnten des Kaiserreichs erreichten allerdings nur wenige Betriebe (wie etwa Falke) industrielle Dimensionen. Selbst das größte Unternehmen beschäftigte nur etwa hundert Arbeiter. Die meisten kleineren Betriebe hielten aus Kapitalmangel an den Handstrickmaschinen fest, warfen nur wenig Gewinn ab und standen in konjunkturellen Krisenphasen häufig vor dem Zusammenbruch. Bezeichnend für die wirtschaftliche Lage der Strumpfstrickereien waren die Klagen der Handelskammer über die Konkurrenz durch die in den preußischen Gefängnissen produzierten Strickwaren in den 1890er Jahren und in den ersten Jahren des 20. Jahrhunderts.

## Strukturelle Bedeutung
Obwohl die Textilindustrie für einzelne Orte zweifellos von großer Bedeutung war, blieb ihr Einfluss auf die gesamtwirtschaftliche Entwicklung der Sauerländer Kreise begrenzt. Nach der Volks- und Berufszählung des Jahres 1882 waren im Kreis Meschede in diesem Bereich nur etwa 550 Personen beschäftigt. Auch in den folgenden Jahrzehnten nahm die Zahl der Beschäftigten in der Textilindustrie nur langsam zu. Im Jahr 1907 zählte man nicht einmal 800 Beschäftigte, und erst 1925 waren in der Textilindustrie etwas mehr als tausend Personen beschäftigt. Im Kreis Meschede war die Textilherstellung zwar auf längere Sicht zur stärksten Branche im produzierenden Sektor aufgestiegen, sie konnte aber den Verlust von Verdienstmöglichkeiten in anderen Bereichen nicht ausgleichen. Durch die überwiegende Frauenarbeit mangelte es selbst in den Zentren der Textilindustrie an Erwerbsmöglichkeiten für männliche Arbeitskräfte.

## Expansion und Konzentrationsprozesse in der Zeit nach dem Zweiten Weltkrieg

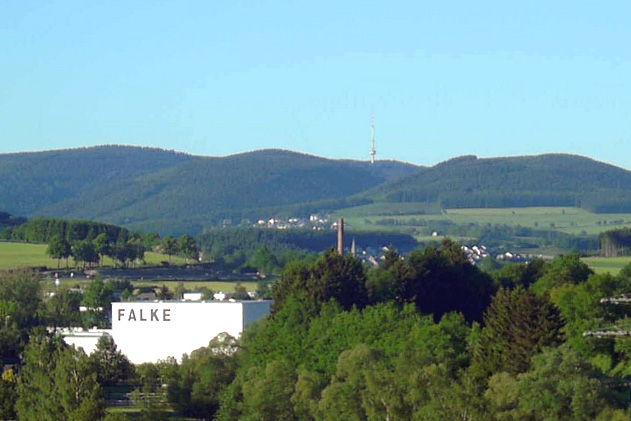
Hochregallager der Firma Falke in Schmallenberg

Nach dem Zweiten Weltkrieg, insbesondere in den 1950er und 1960er Jahren, erlebt die Schmallenberger Textilindustrie ihren größten Aufschwung. Im Mai 1970 waren 53,1 % (in Deutschland war es nur 9,6 %) aller 5.263 in Schmallenberg beschäftigten Personen aus dem Bereich Industrie und Handwerk in der Industriebranche Textil/Leder beschäftigt. In den 1970er Jahren verschlechterte sich in ganz Deutschland die Lage für die Textilindustrie. Auch die Schmallenberger Textilindustrie blieb nicht davon verschont. 
Zu Beginn des 21. Jahrhunderts gibt es in Schmallenberg immer noch mehrere Firmen in der Textilindustrie. Von den im 19. Jahrhundert gegründeten Firmen existieren zur Jahrtausendwende in Schmallenberg nur noch die Unternehmen Veltins Wiethoff und Falke. Damit war die Falke-Gruppe gemessen an den Beschäftigtenzahlen das größte Textilunternehmen in Nordrhein-Westfalen. In Hinblick auf den Umsatz lag Falke 1997 mit 375 Millionen DM auf dem zweiten Platz.